# Bryophyma decipiens
Bryophyma decipiens är en insektsart som först beskrevs av Karsch 1896.  Bryophyma decipiens ingår i släktet Bryophyma och familjen gräshoppor. Inga underarter finns listade i Catalogue of Life.